# Ceradenia nubigena
Ceradenia nubigena là một loài dương xỉ trong họ Polypodiaceae. Loài này được Maxon L.E. Bishop mô tả khoa học đầu tiên năm 1988.